# Salzach
La Salzach è un fiume austriaco affluente dell'Inn lungo 225 km.
La parola tedesca Salz, da cui deriva il suo nome, significa sale, visto che fino al XIX secolo e all'arrivo della ferrovia, il fiume era un'importante via di commercio del minerale, importante per l'economia della zona.
Il fiume, il principale del Salisburghese, nasce presso Krimml, sulle Alpi di Kitzbühel, per poi attraversare città come Hallein e Salisburgo. A valle del capoluogo esso forma il confine fra Germania (Baviera) e Austria per quasi 70 km bagnando Laufen, Tittmoning e Burghausen. Il fiume si getta poi nell'Inn a Braunau.

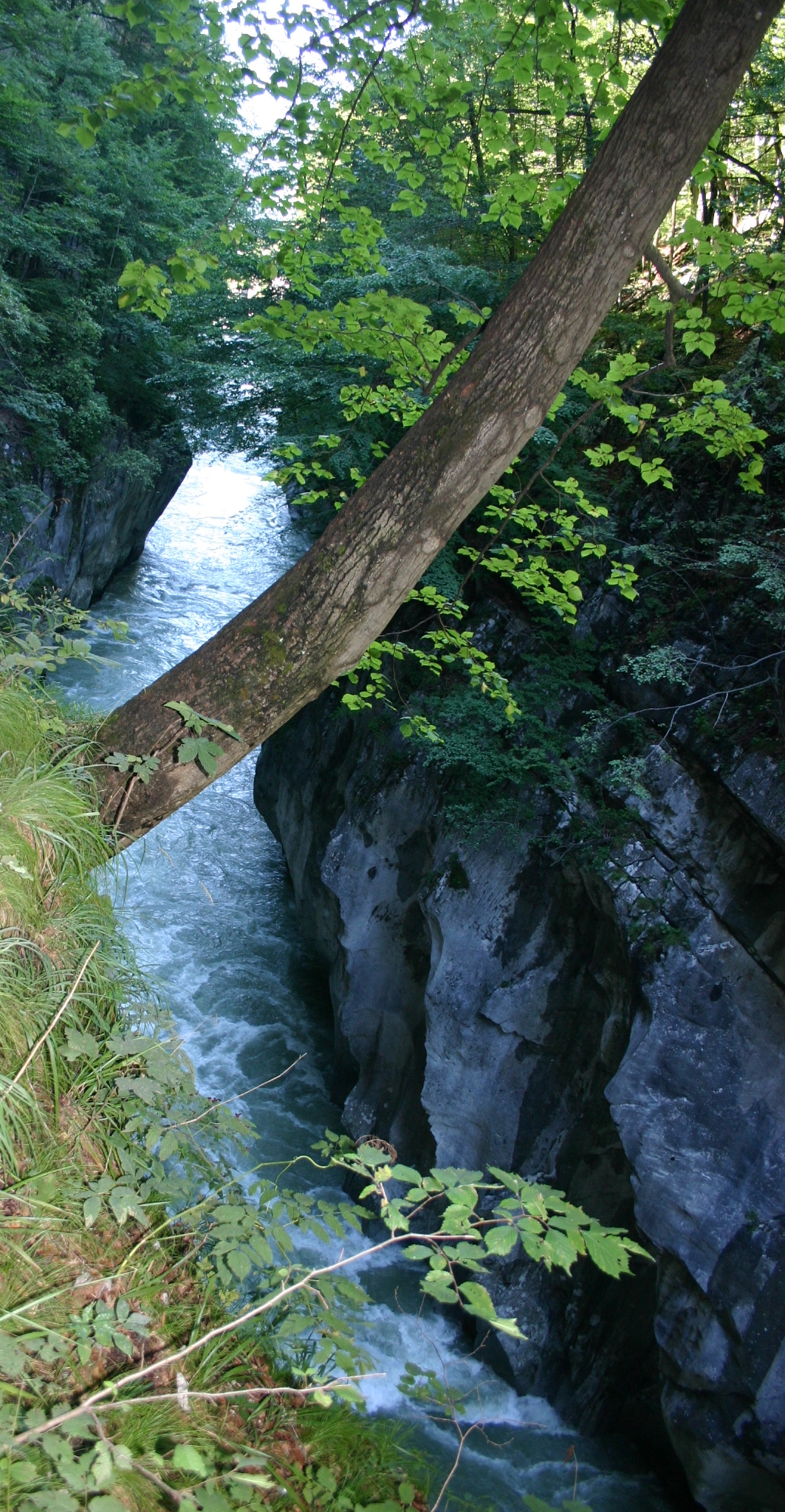
Salzachöfen ovvero le gole presso Golling
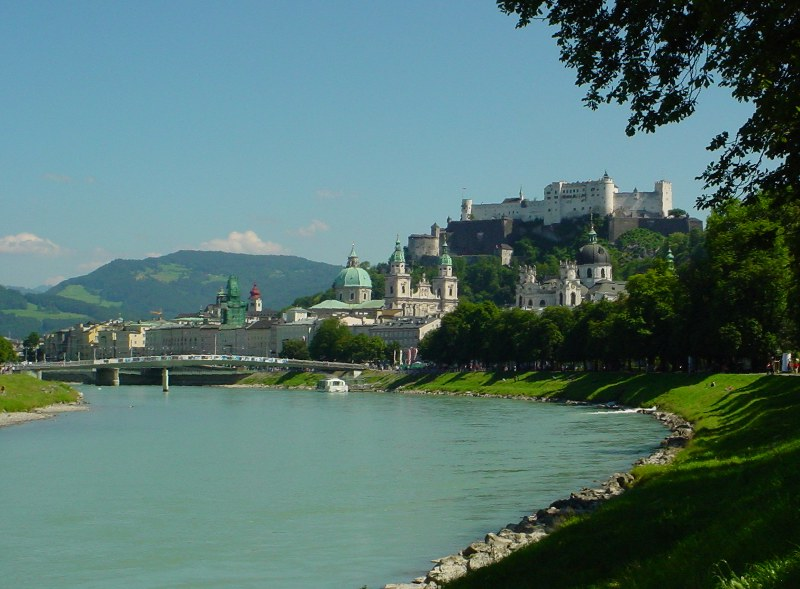
Salzach a Salisburgo
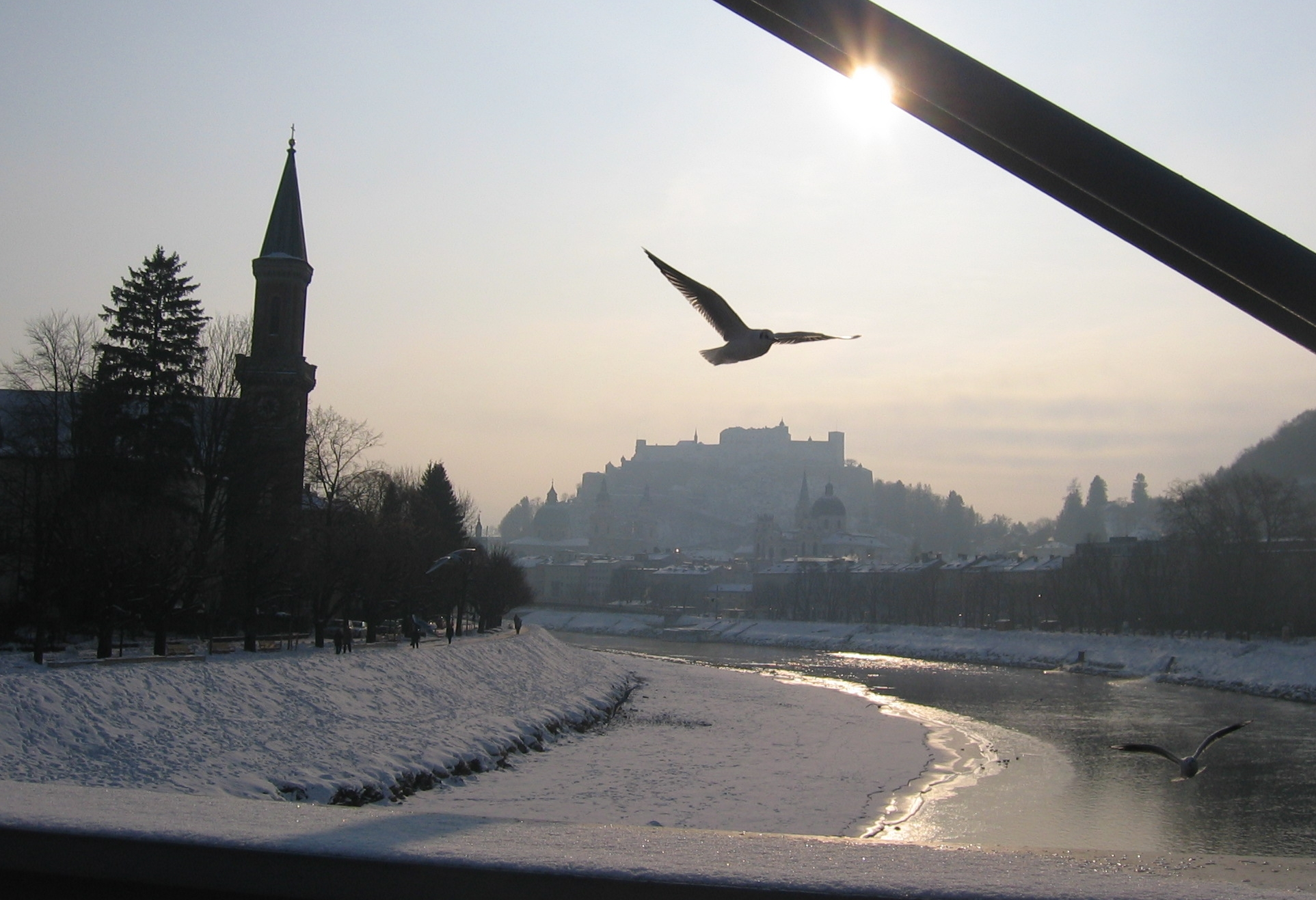
Il fiume ghiacciato nell'inverno salisburghese

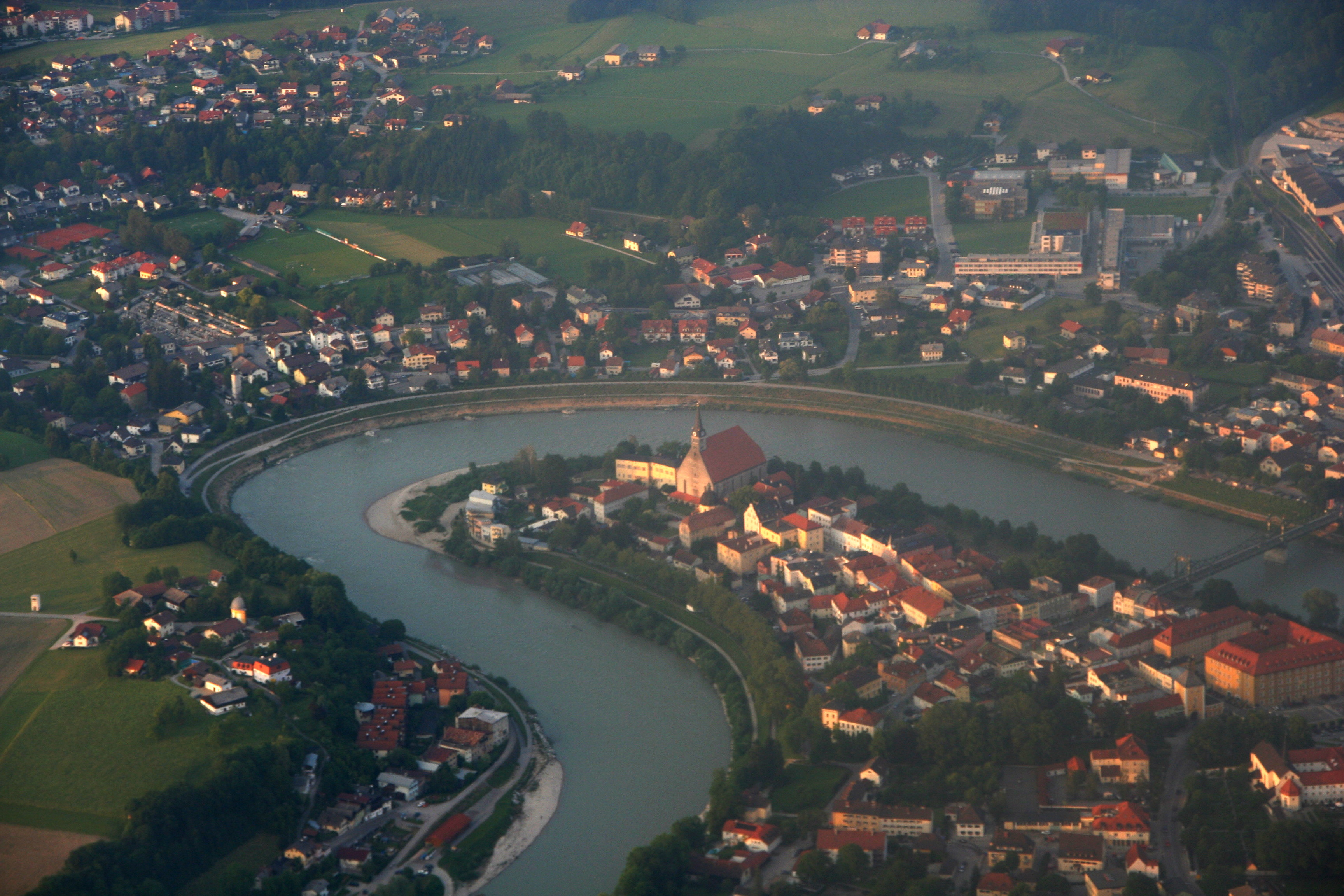
La Salzach a Laufen (Germania)
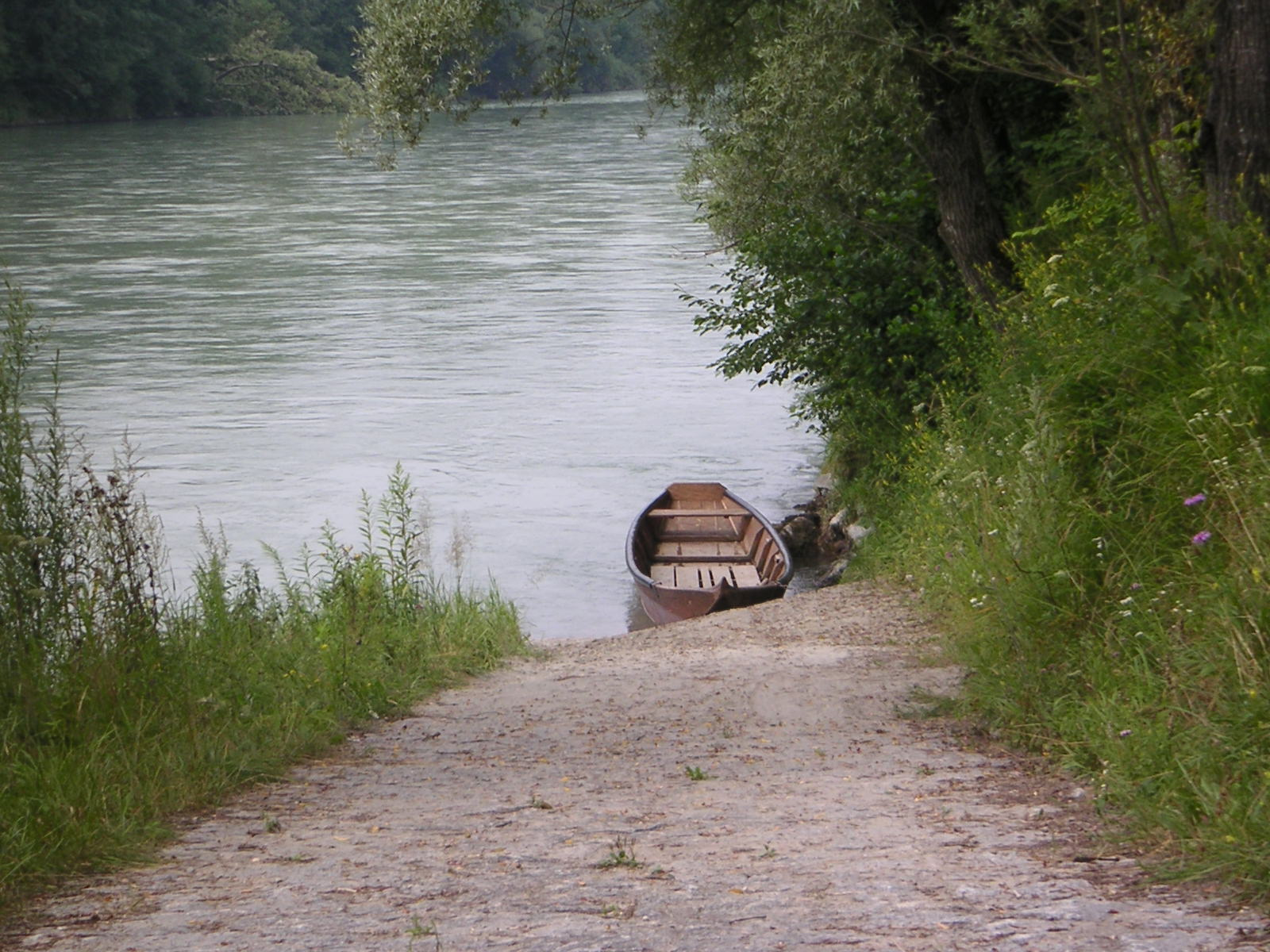
Il fiume presso Ostermiething